# NGC 429
NGC 429 ist eine linsenförmige Galaxie vom Hubble-Typ S0 im Sternbild Walfisch südlich der Ekliptik. Sie ist schätzungsweise 254 Millionen Lichtjahre von der Milchstraße entfernt und hat einen Durchmesser von etwa 105.000 Lichtjahren. 

Im selben Himmelsareal befinden sich u. a. die Galaxien NGC 426, NGC 430, IC 1640, IC 1643.
Das Objekt wurde am 20. Dezember 1786 von dem deutsch-britischen Astronomen Wilhelm Herschel entdeckt.